# Chicago Temple Building
 Il Chicago Temple Building è una chiesa grattacielo situata a Chicago, Illinois. È sede della congregazione della prima chiesa metodista unita di Chicago.

## Caratteristiche
L'edificio fu completato nel 1924 e ha 23 piani dedicati all'uso religioso e di uffici. L'edificio, alto 173 metri, è da una parte l'edificio della chiesa più alto del mondo in base alla distanza dall'ingresso della chiesa alla cima del campanile della chiesa. Ma, ammettendo che l'uso di un edificio di una chiesa sia interamente o quasi interamente dedicato a scopi religiosi, Ulm Minster a Ulm, in Germania, alta 161,5 metri, è la chiesa più alta del mondo.
Fu l'edificio più alto di Chicago dal 1924 al 1930, quando fu superato dal Chicago Board of Trade Building.
L'edificio è costruito su una struttura in acciaio rivestita in pietra calcarea ed è progettato in stile neogotico dalla ditta Holabird & Roche. Durante la pianificazione e la costruzione, l'edificio era chiamato City Temple, ma al momento del completamento, il nome fu cambiato in Chicago Temple.